# Caridade (São Tomé)
Caridade é uma aldeia de São Tomé e Príncipe, localiza-se no Distrito de Cantagalo, ilha de São Tomé, próxima às localidades de Santa Cecília e de Henrisantos.